# 奥丁·貝利
奥丁·奧雷·貝利（英語：Odin Ohray Bailey，1999年12月8日—）是一名英格蘭足球運動員，司職進攻中場，現時效力英乙球會沙福特城。

## 球會生涯
貝貝利生於伯明翰，小時候就加入伯明翰青年軍，並在2016年3月簽下職業合約，在他17歲生日才生效，同年7月獲得一份兩年期的球會獎學金。
2018年3月31日英冠比賽對伊普斯维奇城，他入選替補名單但沒有上場，球隊最終以1-0取勝。2018年11月，貝貝利被外借至英格蘭足球全國聯賽南球會告士打城一個月，以獲得比賽鍛鍊經驗。外借期後來延長多一個月，他在那裡各賽事共上場13次及打進2球。2019年3月，他獲得一份為期兩年的合約。
2019年8月6日，貝貝利首次代表伯明翰上場參加英格蘭聯賽盃第一輪，客訪朴茨茅斯。他在下半場換入上場，球隊最終輸3-0出局。同月20日，他首次上場英格兰足球联赛參加對巴恩斯利的比賽，在比賽末段才換入上場，球隊以2-0贏球。對米德尔斯堡的比賽中，他打進首顆職業進球，比賽89分鐘時接到丹尼爾·克勞利的傳中以頭槌頂進，使球隊以2-1取勝。
2020年1月，貝貝利被外借至英乙球會格林森林流浪至季末。首場比賽對马科斯菲尔德便入選先發陣容，比賽結果以2-1取勝。對格林斯比镇的比賽他在30-碼（27米）射門，並打進在新球會的首顆進球。由於2019冠状病毒影響使英乙賽事提前結束，他在格林森林流浪共上場5次打及進1球。

## 國家隊生涯
貝貝利曾代表英格蘭U16在2014年8月20日參加對比利時U16的友誼賽，而英格蘭以4-3落敗。